# مایکل هیمر
مایکل هیمر (به انگلیسی: Michael Huemer) (زادهٔ ۲۷ دسامبر ۱۹۶۹) استاد فلسفه در دانشگاه کلرادو، بولدر است. او همواره از شهودگرایی اخلاقی، واقع‌گرایی خام، لیبرترینیسم، وگانیسم و آنارشیسم فلسفی دفاع کرده‌است.

## تحصیلات و شغل
هیمر از دانشگاه کالیفرنیا، برکلی فارغ‌التحصیل شد، و در سال ۱۹۹۸  دکترای خود را در دانشگاه راتگرز زیر نظر پیتر دی کلاین دریافت کرد.

## کار فلسفی
کتاب «شهودگرایی اخلاقی» هیمر (۲۰۰۵) در نقد فلسفی نوتردام، تحت عنوان «فلسفه و پژوهش پدیدارشناسی» در نشریه ذهن منتشر شد.
هیمر نویسنده کتاب «مشکل اقتدار سیاسی» (۲۰۱۳) است، که بیان می‌کند استدلال‌های مدرن در خصوص اقتدار سیاسی شکست می‌خورند، و جامعه می‌تواند بدون اجبارهای دولتی پیش رود. فیلسوف ائون جی اسکوبل در یک بررسی اظهار داشت که هیمر "در صف مدافعان فلسفی قرن بیست و یکم به یک موضع آنارشیستی می‌پردازد، که ریشه در برداشتی از کارآمدی نهادهای داوطلبانه و رقابتی دارد".

## گیاه‌خواری
هیمر از طرفداران گیاه‌خواری اخلاقی است. او در سال ۲۰۱۶، با برایان کاپلان در مورد رفتار اخلاقی با حیوانات، از جمله حشرات، وارد بحث شد. در سال ۲۰۱۸، اظهار داشت: «در اکثریت قریب به اتفاق موارد، برای گوشت‌خواران هیچ دلیلی وجود ندارد که بشود ادعا کرد که می‌توان درد و رنج ناشی از عمل آن‌ها را توجیه کرد.»
کتاب «گفتگوهایی در مورد گیاهخواری اخلاقی» (۲۰۱۹) مجموعه‌ای از گفت‌وگوها در مورد اخلاق خوردن گوشت است. پیتر سینگر که پیش‌گفتار کتاب را نوشته‌است، اظهار داشته: «در آینده، وقتی مردم از من بپرسند چرا گوشت نمی‌خورم، به آن‌ها خواهم گفت این کتاب را بخوانند.»

## آثار

### تألیف
- «شک و پرده ادراک» (رومن و لیتلفیلد، ۲۰۰۱)
- «شهودگرایی اخلاقی» (پالگریو مک‌میلان، ۲۰۰۵)
- «مشکل اقتدار سیاسی» (پالگریو مک‌میلان، ۲۰۱۳)
- «نزدیک شدن به بی‌نهایت» (پالگریو مک‌میلان، ۲۰۱۶)
- «پارادوکس گم‌شده» (پالگریو مک‌میلان، ۲۰۱۸)
- «گفتگوهایی در مورد گیاه‌خواری اخلاقی» (روتلج، ۲۰۱۹)
- «دانش، واقعیت و ارزش: راهنمای عقل سلیم برای فلسفه» (منتشرشده مستقل، ۲۰۲۱)
- «عدالت در برابر قانون» (پالگریو مک‌میلان، ۲۰۲۱)

### ویرایش
- «معرفت‌شناسی: خوانش‌های معاصر» (روتلج، ۲۰۰۲)